# 堺市立宮山台中学校
堺市立宮山台中学校（さかいしりつ みややまだい ちゅうがっこう）は、大阪府堺市南区にある市立中学校。
泉北ニュータウン泉ヶ丘地区の宮山台・竹城台と、その周辺の旧村部を校区とする。宮山台は泉北ニュータウンで最初に入居が開始された地区（1967年12月）でもあり、泉北ニュータウンで最初の中学校として1969年1月8日に開校した。

## 沿革
- 1969年1月8日 - 開校。
- 1969年4月 - 校舎の一部を、新設の堺市立竹城台小学校の仮校舎にあてる。
- 1969年7月 - 竹城台小学校が独立校舎に移転。
- 1970年6月8日 - 運動場整備、正門造成工事着工、翌3月完成
- 1971年8月10日 - プール竣工
- 1973年1月10日 - 運動場砂場着工、3月完成
- 1973年4月 - 和田と深阪の一部を堺市立泉ヶ丘東中学校校区から編入。
- 1976年3月31日 - 体育館渡り廊下完成
- 1981年11月1日 - コンピューター（富士通FM8）導入
- 1985年4月1日 - 新設平井中学校発足　1,2年生一部転出、西陶器小学校区（調整区）分離
- 1988年1月26日 - 韓国城南女子中学校と姉妹校提携調印
- 1995年10月31日 - ベトナム幼児教育視察団7名来校
- 2009年12月 - 調理室工事開始
- 2018年7月21日 - 創立50周年記念式典

## 通学区域
- 堺市立竹城台小学校・堺市立竹城台東小学校・堺市立宮山台小学校の通学区域。

堺市南区 竹城台、土佐屋台、深阪南、宮山台、和田（一部）、和田東。

## 著名な出身者

### スポーツ
- 藤浪晋太郎 - プロ野球選手（オリオールズ）
- 武蔵 - タレント、元空手家、元キックボクサー
- 八柄堅一 - 元サッカー選手

## 交通
- 南海泉北線 泉ケ丘駅から北西へ約15分。
- 南海バス宮山台中学校前下車
  - 南海泉北線泉ケ丘駅（北）から1番乗り場宮山台回り、2番乗り場堺東駅前行きで約5分
  - 南海高野線堺東駅前10番乗り場から泉ヶ丘駅行きで約35分